# La Bernerie-en-Retz
La Bernerie-en-Retz est une commune de l'Ouest de la France, située dans le département de la Loire-Atlantique, en région Pays de la Loire.
La commune fait partie de la Bretagne historique, dans le pays traditionnel du pays de Retz et dans le pays historique du Pays nantais.
Ses habitants s'appellent les Berneriens et les Berneriennes.
La Bernerie-en-Retz comptait 3 523 habitants au recensement de 2022.
La commune est une station balnéaire à caractère familial.

## Géographie

### Localisation
La Bernerie-en-Retz se situe à 36 km au sud de Saint-Nazaire et 46 km au sud-ouest de Nantes.
La commune est traversée par l'axe Guérande-Saint-Nazaire-Pornic-Bourgneuf appelé la Route Bleue, par la voie ferrée Nantes-Pornic et par l'itinéraire cyclable Vélocéan.
| Pornic           | Pornic              | Pornic               |
| Océan atlantique | La Bernerie-en-Retz | Pornic               |
| Océan atlantique | Océan atlantique    | Les Moutiers-en-Retz |

### Climat
Pour des articles plus généraux, voir Climat des Pays de la Loire et Climat de la Loire-Atlantique.
En 2010, le climat de la commune est de type climat océanique franc, selon une étude du CNRS s'appuyant sur une série de données couvrant la période 1971-2000. En 2020, Météo-France publie une typologie des climats de la France métropolitaine dans laquelle la commune est exposée à un climat océanique et est dans la région climatique  Bretagne orientale et méridionale, Pays nantais, Vendée, caractérisée par une faible pluviométrie en été et une bonne insolation.
Pour la période 1971-2000, la température annuelle moyenne est de 12,3 °C, avec une amplitude thermique annuelle de 12,9 °C. Le cumul annuel moyen de précipitations est de 733 mm, avec 12,3 jours de précipitations en janvier et 6,2 jours en juillet. Pour la période 1991-2020, la température moyenne annuelle observée sur la station météorologique de Météo-France la plus proche, sur la commune de Noirmoutier-en-l'Île à 18 km à vol d'oiseau, est de 13,4 °C et le cumul annuel moyen de précipitations est de 704,1 mm,. Pour l'avenir, les paramètres climatiques de la commune estimés pour 2050 selon différents scénarios d'émission de gaz à effet de serre sont consultables sur un site dédié publié par Météo-France en novembre 2022.

### Géologie et relief
La Bernerie-en-Retz se situe en zone de sismicité 3 (sismicité modérée).

## Urbanisme

### Typologie
Au 1er janvier 2024, La Bernerie-en-Retz est catégorisée bourg rural, selon la nouvelle grille communale de densité à sept niveaux définie par l'Insee en 2022.
Elle appartient à l'unité urbaine de Pornic, une agglomération intra-départementale regroupant trois  communes, dont elle est une commune de la banlieue,,. Par ailleurs la commune fait partie de l'aire d'attraction de Pornic, dont elle est une commune de la couronne,. Cette aire, qui regroupe 7 communes, est catégorisée dans les aires de moins de 50 000 habitants,.
La commune, bordée par l'océan Atlantique, est également une commune littorale au sens de la loi du 3 janvier 1986, dite loi littoral. Des dispositions spécifiques d’urbanisme s’y appliquent dès lors afin de préserver les espaces naturels, les sites, les paysages et l’équilibre écologique du littoral, tel le principe d'inconstructibilité, en dehors des espaces urbanisés, sur la bande littorale des 100 mètres, ou plus si le plan local d’urbanisme le prévoit.

### Occupation des sols
L'occupation des sols de la commune, telle qu'elle ressort de la base de données européenne d’occupation biophysique des sols Corine Land Cover (CLC), est marquée par l'importance des territoires artificialisés (52 % en 2018), en augmentation par rapport à 1990 (46,3 %). La répartition détaillée en 2018 est la suivante : 
zones urbanisées (52 %), zones agricoles hétérogènes (33,2 %), prairies (12,1 %), terres arables (2,6 %), zones humides côtières (0,2 %). L'évolution de l’occupation des sols de la commune et de ses infrastructures peut être observée sur les différentes représentations cartographiques du territoire : la carte de Cassini (XVIIIe siècle), la carte d'état-major (1820-1866) et les cartes ou photos aériennes de l'IGN pour la période actuelle (1950 à aujourd'hui).

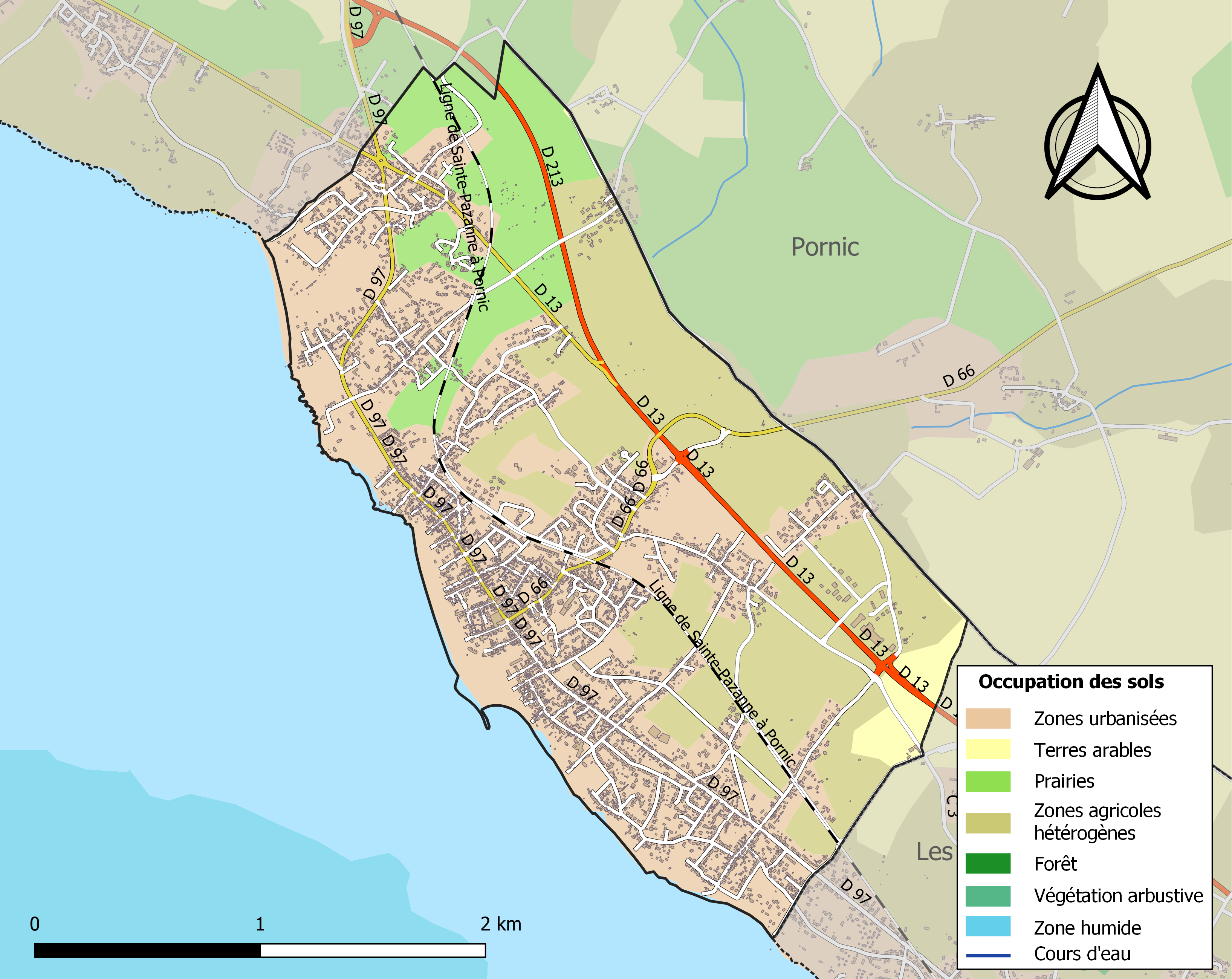
Carte des infrastructures et de l'occupation des sols de la commune en 2018 (CLC).

## Toponymie
Selon la légende, vers 1270, époque de la dernière croisade, le comte Pierre, inapte aux combats, chantait les faits d'armes des croisés. Accueilli, puis chassé du Château de Prigny par la princesse Yolande, dont il était épris, le comte Pierre erra jusqu'au lieu-dit La Sennetière. Décidant de rester à proximité de celle qu'il aimait, il s'installa là, dans une masure, en gardant l'espoir de reconquérir le cœur de sa belle. Mais la princesse Yolande retrouva son croisé de fiancé, et le comte Pierre, dépité, se mit alors à tisser des bernes (c’est-à-dire des draps). De cette activité il tira le surnom de « Bernier ». C'est ainsi que ce Pierre « Bernier » devint le fondateur d’une bernerie (endroit où l'on fabrique des bernes), village de drapiers et voiliers qui se vit nommé La Bernerie. Cette touchante mais invraisemblable légende a sans doute pris corps au XIXe siècle, quand La Bernerie en quête de notoriété rivalisait avec Les Moutiers pour obtenir le déplacement de la mairie des Moutiers vers sa succursale devenue plus florissante.[réf. nécessaire]
La commune est située dans la zone de transition entre le gallo et le poitevin. En gallo, elle peut s'écrire La Bernerie (écriture ABCD); La Bèrneriy (écriture ELG) ou La Bèrneri (écriture MOGA). Aucune enquête n'a révélé d'autre prononciation que [la.bɛʁ.nə.ʁi].
La forme bretonne proposée par l'Office public de la langue bretonne est Kerverner-Raez.

## Histoire
Dans ses premiers temps, les villages autour de la Bernerie ne sont que des écarts de la paroisse-mère, Les Moutiers-en-Retz. Dès le XVIe siècle, le village de La Bernerie devint prospère grâce à son port de pêche et ses chantiers navals. Dans ces chantiers étaient construites la plupart des chattes de la baie de Bourgneuf (bateaux inspirés des anciens navires vikings, sans proue ni poupe et à fond plat, idéal pour le Marais breton au sud). Les étiers (grands fossés dans les marais) étant très étroits, lorsque les chattes arrivaient au bout, elles ne pouvaient faire demi-tour. Alors les pêcheurs enlevaient le gouvernail de l'arrière pour l'installer à l'avant et ainsi, repartir dans l'autre sens. Les chattes étant construites et réparées à La Jaginière, on les transportait sur des billes de bois de l'atelier au port et inversement. Une rue de La Bernerie rappelle cette époque, c'est la rue de la Montée à la Chatte. Ces embarcations firent de La Bernerie « le point le plus important du Comté nantais pour le commerce maritime et la pêche », comme l'affirmait l'intendant Louis Béchameil de Nointel en 1688.
Le village, auparavant dépendant des Moutiers-en-Retz, devint commune autonome le 23 mars 1863. L'histoire raconte que les élus berneriens devaient emprunter le petit pont du Port Royal (aujourd'hui disparu) pour se rendre aux séances du conseil municipal des Moutiers. Un jour, un conseiller qui passait sur le pont, avec ses dossiers sous le bras, tomba à l'eau. À la suite de cet incident, La Bernerie aurait demandé son indépendance. La réalité est plus prosaïque, ou démographique : le village, qui n'a eu sa première chapelle qu'au XVIIe siècle, a cru en importance, au point de devenir paroisse dès 1840. La Bernerie par son poids démographique en imposait aux Moutiers, où se succédaient les maires berneriens qui demandaient le transfert de la mairie chez eux : la rupture était devenue inévitable.
Après une renommée faite grâce à la découverte de sources ferrugineuses, la commune vit ses curistes se transformer en baigneurs. L'une des sources, aujourd'hui disparue, se trouvait au lieu-dit La Beltière. On peut voir l'autre en se promenant entre la plage Maxence et la plage de la Rinais, elle n'est malheureusement plus en activité.
Vers le milieu du XIXe siècle, de riches Nantais firent de la Côte de Jade leur lieu de villégiature. Jean-Simon Voruz, grand industriel nantais (fonderie), édifia une villa au bord de la falaise, à Roche-Grise, près de Crève-Cœur.
En 1875, la ligne ferroviaire Nantes-Pornic fut ouverte. Et à partir de ce moment-là, la commune deviendra l'une des stations balnéaires les plus fréquentées de la côte, station balnéaire qualifiée de familiale.
La Bernerie fût le témoin de la catastrophe du paquebot Lancastria qui coula le 17 juin 1940 attaqué par les allemands dans la baie de Saint Nazaire et qui fit plus de 4000 victimes. En son cimentière reposent depuis de nombreux passagers.
La Bernerie fût durant la seconde guerre mondiale en zone dite « zone interdite » allant de Dunkerque à Hendaye, à partir du mois d'avril 1941 jusqu'en août 1944. Cette zone permettait de faciliter la construction du mur de l'Atlantique, il fallait disposer d'un laisser-passer pour y accéder.
La Bernerie essuya un bombardement naval, pendant la dernière guerre mondiale.
La Bernerie est renommé La Bernerie-en-Retz le 6 décembre 1949.

## Population et société

### Démographie
Selon le classement établi par l'Insee, La Bernerie-en-Retz fait partie de l'aire urbaine, de l'unité urbaine et du bassin de vie de Pornic et de la zone d'emploi de Nantes. Toujours selon l'Insee, en 2010, la répartition de la population sur le territoire de la commune était considérée comme « peu dense » : 100 % des habitants résidaient dans des zones « peu denses ».

#### Évolution démographique
La commune est créée en 1863, à partir des Moutiers-en-Retz.
L'évolution du nombre d'habitants est connue à travers les recensements de la population effectués dans la commune depuis 1866. Pour les communes de moins de 10 000 habitants, une enquête de recensement portant sur toute la population est réalisée tous les cinq ans, les populations de référence des années intermédiaires étant quant à elles estimées par interpolation ou extrapolation. Pour la commune, le premier recensement exhaustif entrant dans le cadre du nouveau dispositif a été réalisé en 2006.

En 2022, la commune comptait 3 523 habitants, en évolution de +19,67 % par rapport à 2016 (Loire-Atlantique : +6,68 %, France hors Mayotte : +2,11 %).
| 1866  | 1872  | 1876  | 1881  | 1886  | 1891  | 1896  | 1901  | 1906  |
| ----- | ----- | ----- | ----- | ----- | ----- | ----- | ----- | ----- |
| 1 020 | 1 023 | 1 060 | 1 067 | 1 122 | 1 085 | 1 243 | 1 239 | 1 285 |

| 1911  | 1921  | 1926  | 1931  | 1936  | 1946  | 1954  | 1962  | 1968  |
| ----- | ----- | ----- | ----- | ----- | ----- | ----- | ----- | ----- |
| 1 373 | 1 348 | 1 489 | 1 510 | 1 607 | 1 764 | 1 739 | 1 593 | 1 683 |

| 1975  | 1982  | 1990  | 1999  | 2006  | 2011  | 2016  | 2021  | 2022  |
| ----- | ----- | ----- | ----- | ----- | ----- | ----- | ----- | ----- |
| 1 735 | 1 799 | 1 828 | 2 141 | 2 499 | 2 586 | 2 944 | 3 364 | 3 523 |

#### Pyramide des âges
La population de la commune est relativement âgée.
En 2018, le taux de personnes d'un âge inférieur à 30 ans s'élève à 22,0 %, soit en dessous de la moyenne départementale (37,3 %). À l'inverse, le taux de personnes d'âge supérieur à 60 ans est de 46,9 % la même année, alors qu'il est de 23,8 % au niveau départemental.
En 2018, la commune comptait 1 405 hommes pour 1 611 femmes, soit un taux de 53,42 % de femmes, légèrement supérieur au taux départemental (51,42 %).
Les pyramides des âges de la commune et du département s'établissent comme suit.
| Hommes | Classe d’âge | Femmes |
| ------ | ------------ | ------ |
| 1,3    | 90 ou +      | 3,8    |
| 12,9   | 75-89 ans    | 15,2   |
| 29,9   | 60-74 ans    | 30,2   |
| 19,2   | 45-59 ans    | 19,5   |
| 11,2   | 30-44 ans    | 12,2   |
| 11,6   | 15-29 ans    | 7,6    |
| 13,9   | 0-14 ans     | 11,5   |

| Hommes | Classe d’âge | Femmes |
| ------ | ------------ | ------ |
| 0,6    | 90 ou +      | 1,8    |
| 6      | 75-89 ans    | 8,6    |
| 15,1   | 60-74 ans    | 16,4   |
| 19,4   | 45-59 ans    | 18,8   |
| 20,1   | 30-44 ans    | 19,3   |
| 19,2   | 15-29 ans    | 17,4   |
| 19,5   | 0-14 ans     | 17,6   |

## Économie
À l'extérieur de la ville, on trouve un paysage de bocage avec des pâturages, des cultures maraîchères et des vignobles.
La côte est très découpée avec ses falaises de schistes et ses rochers dans l'océan. 

Situation de la commune de La Bernerie-en-Retz dans le département de la Loire-Atlantique.

Il y a des pêcheries sur le littoral de la Baie de Bourgneuf avec leurs grands filets carrés qui permettent la pêche aux crevettes, soles ou plies. La pêche à pied est pratiquée pour les crustacés et les coquillages.
Marché le mardi et le vendredi (l'été).
La transformation récente du site portuaire en plan d'eau de loisirs permet la baignade en toute sécurité et à toute heure de la journée (sans être tributaire des marées). Ce plan d'eau est unique sur la Côte de Jade et alimente un tourisme de proximité dès les premiers beaux jours.

## Culture locale et patrimoine

### Lieux et monuments
- Port Saint-Jacques (Maison de Maïté) (horaires variables suivant saisons).
- Église Notre-Dame-de-Bon-Secours (XIXe siècle).
- Plan d'eau de loisirs.
- La Grande plage de sable fin protégée par un cordon de roches plates. Toute la côte est composée de petites criques avec falaises schisteuses.
- Pêcheries.
- Villa Sainte-Croix, construite vers 1890 par l'abbé Alexandre Écomard.
- Villa La Garenne, grosse bâtisse construite au XIXe siècle surplombant les falaises de la Patorie. Elle a été vendue vers 1920 à Hippolyte Écomard fils, de Sainte-Pazanne, qui en fait une pension de famille, cédée dans les années 1980 à l'association Vie et Créativité La Garenne qui reçoit des classes de mer et des familles.

Lieux et monuments
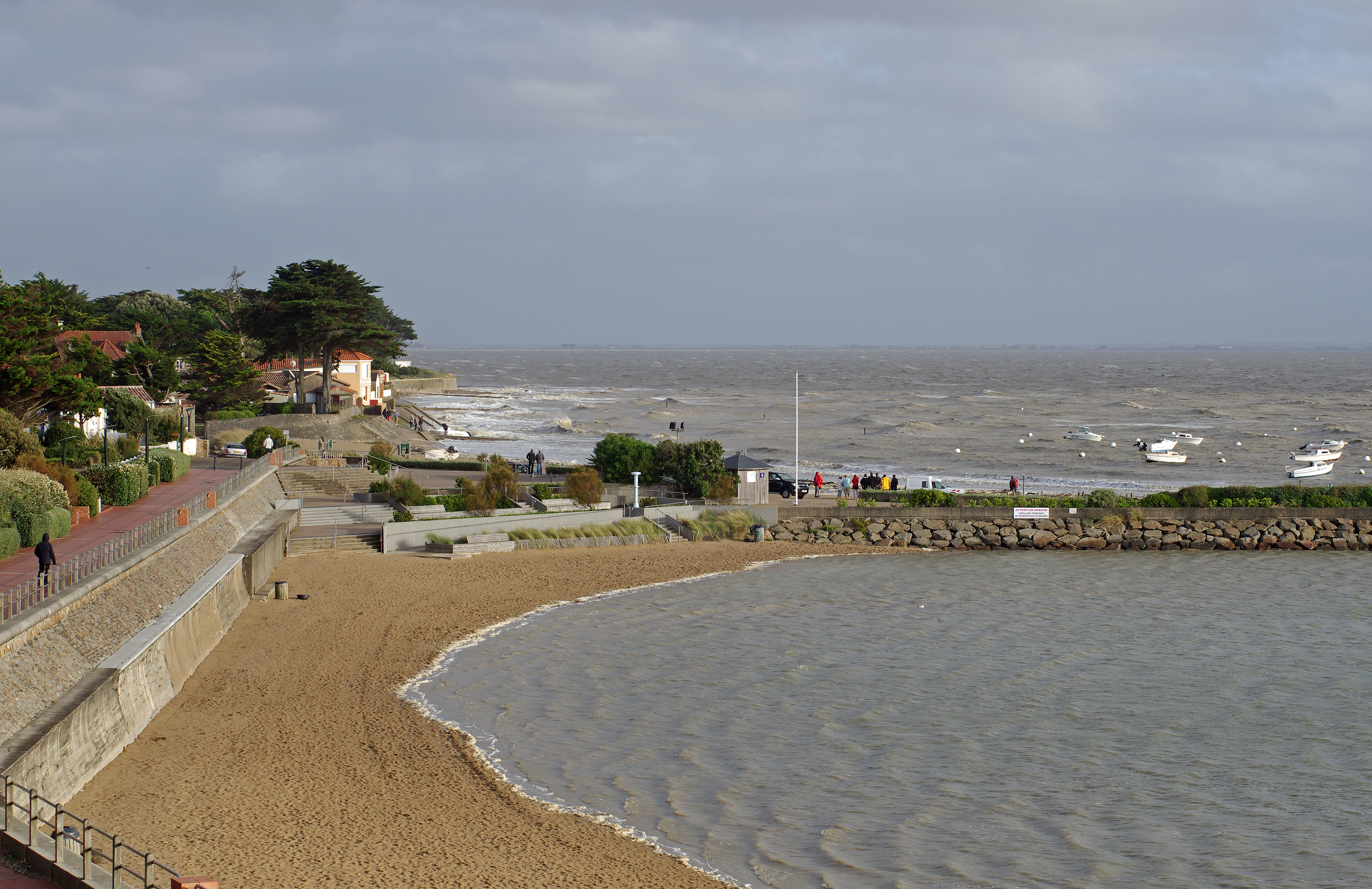
La promenade Sainte-Anne.
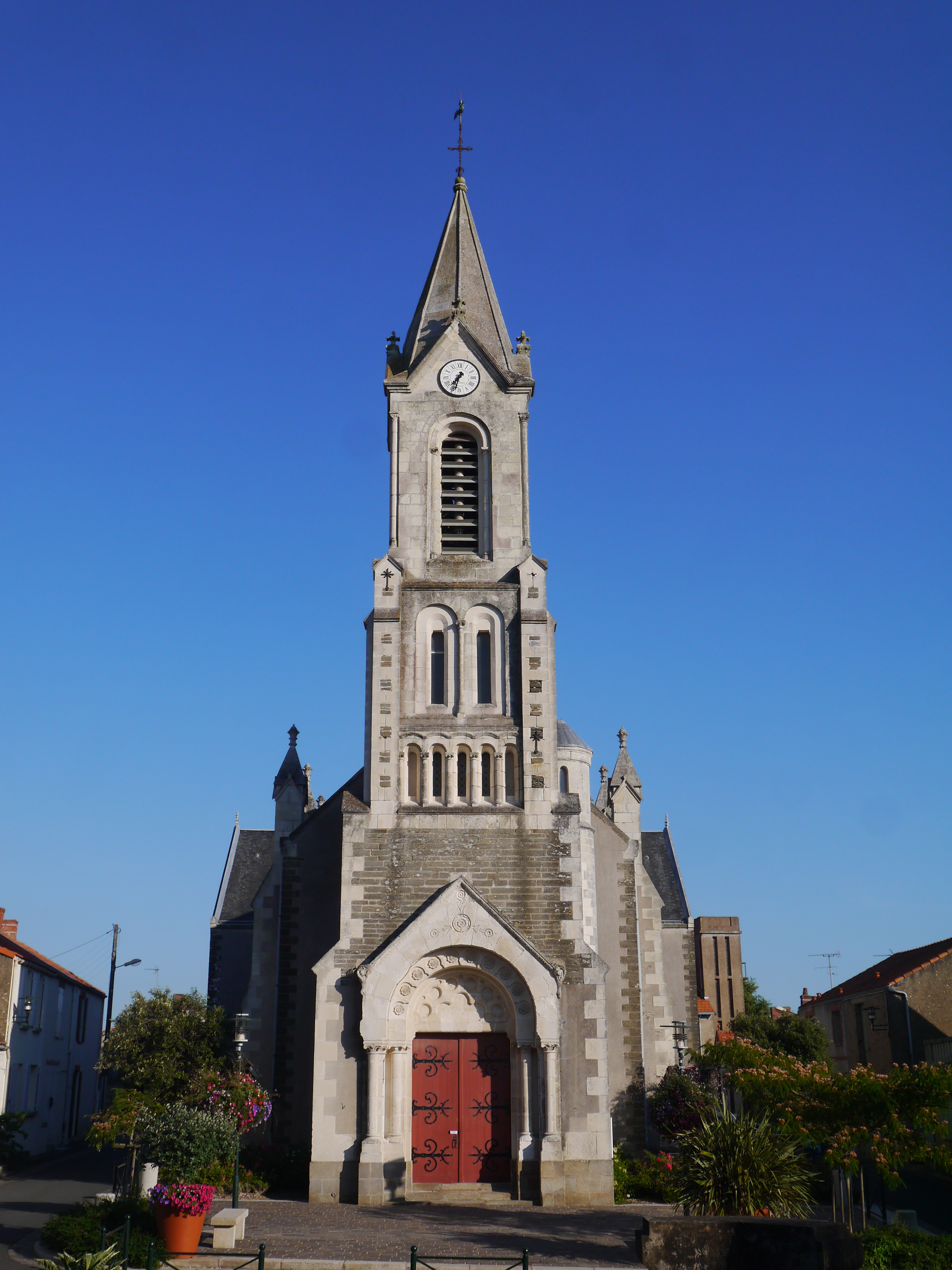
L'église Notre-Dame-de-Bon-Secours.
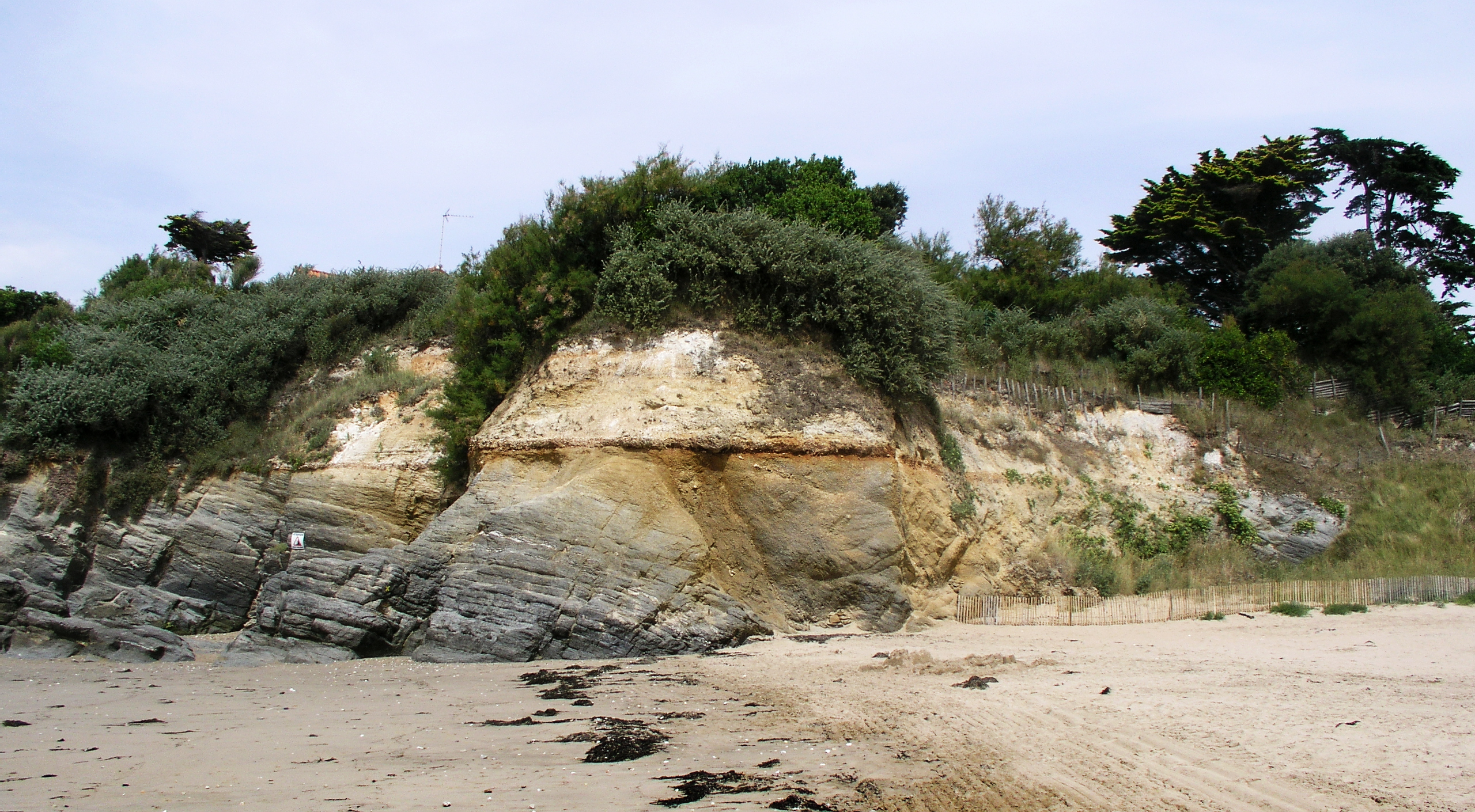
Rocher de la Patorie.
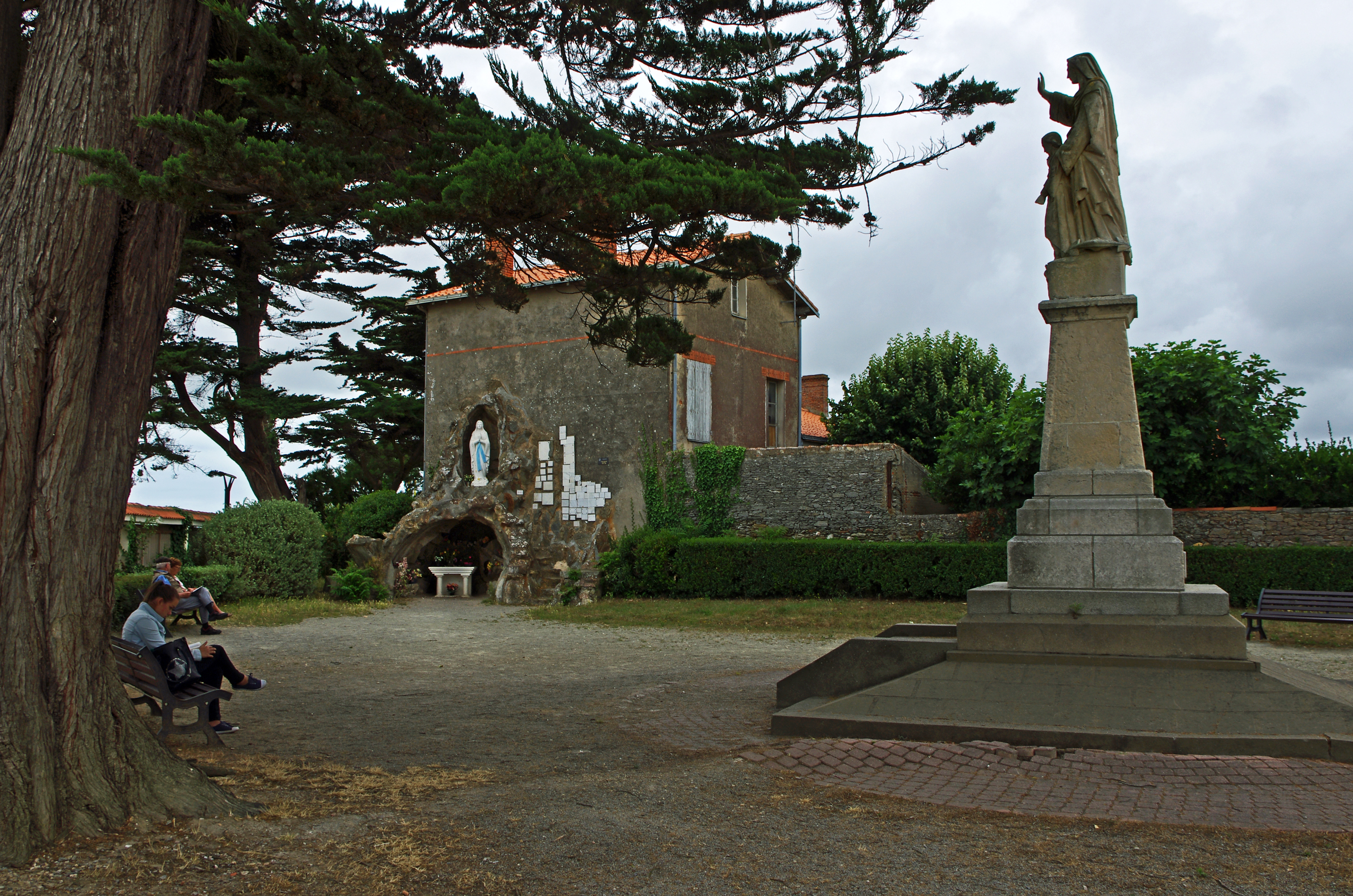
Le square Sainte-Anne.
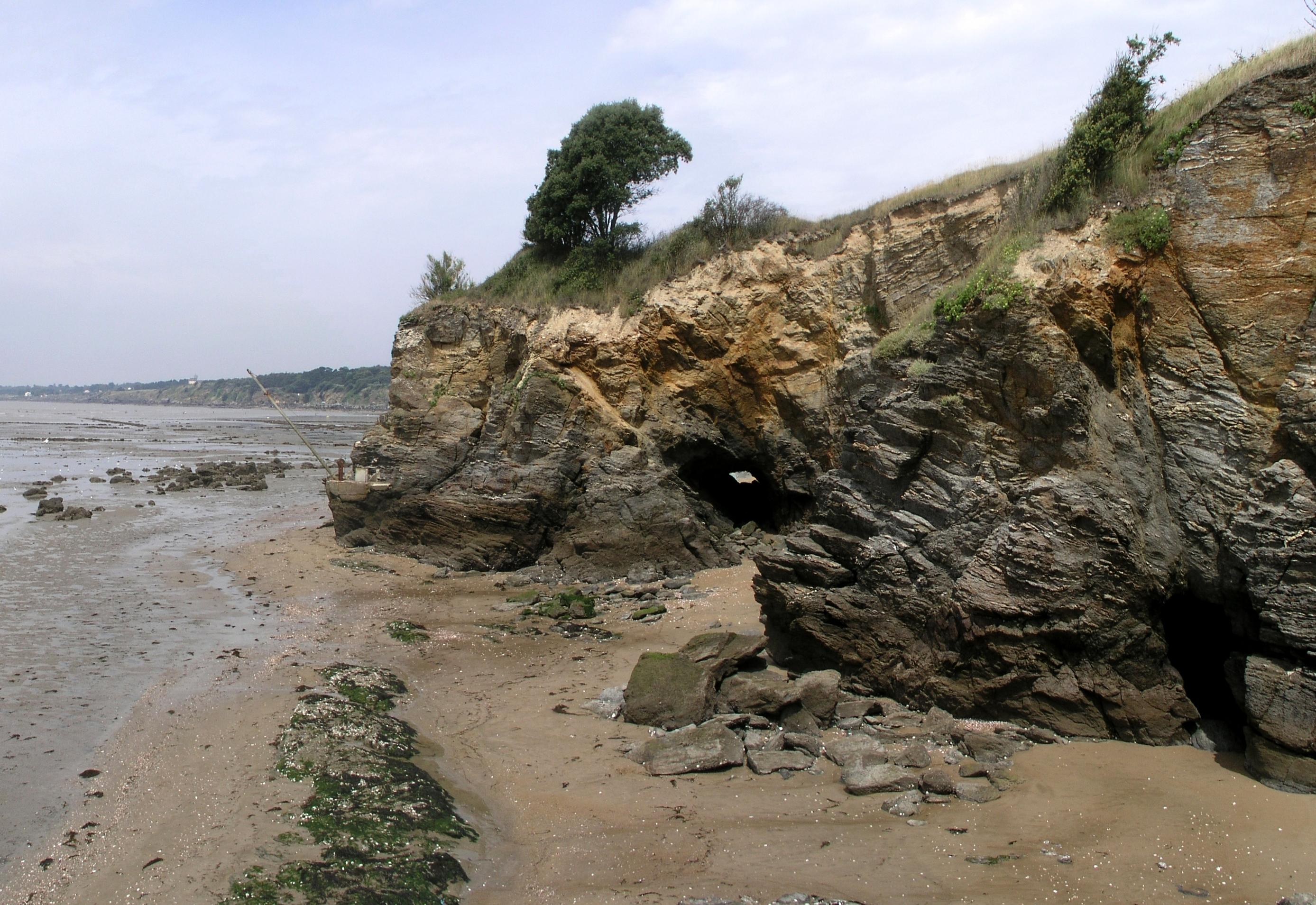
La roche Percée à la pointe de la Rinais.

### Personnalités liées à la commune
- Jean-Simon Voruz ; cet industriel fondeur nantais avait une maison de famille à La Bernerie, la Voruzerie, au pied de laquelle il avait fait bâtir un port privé pour son bateau à vapeur.
- Julie de Saint-Aignan dite Jules d’Herbauges (1816-1871), écrivaine, elle y séjourne dès 1866 : « Elle préfère le petit peuple bernerien aux aristocrates et bourgeois mondains de Pornic qui viennent la visiter ».
- Edgard Maxence, peintre symboliste français né à Nantes en 1871, est décédé à La Bernerie le 24 août 1954, en sa propriété des Mérudières surplombant la plage Maxence.
- Louis Lacroix (1879-1965), capitaine au long cours. Né à La Bernerie le 7 janvier 1877, descendant d'une longue lignée de marins du pays de Retz ou de notaires, comme son père Benjamin Lacroix ; après une longue carrière de bourlingueur il commence une carrière d'historien maritime vers 1935. Marié à Germaine Lorfray en 1910, il décède à La Bernerie le 27 octobre 1958.
- Pierre Écomard (1895, Sainte-Pazanne - 1946, La Bernerie-en-Retz), historien du pays de Retz, il écrivait dans Le Courrier de Paimbœuf (fondé en 1946).
- Victor-Lucien Tapié (1900-1974), spécialiste du baroque et de l'Europe danubienne, professeur à la Sorbonne, ancien membre de l'Institut (Académie des sciences morales et politiques), quoique Nantais, se considérait comme un Bernerien d'adoption.
- Gilbert Burlot (1917-1968), dont la famille est originaire de La Bernerie, Directeur Honoraire à l'Administration  Centrale (administrateur civil), déporté-résistant,membre du réseau Eleuthère , déporté à Dachau. Commandeur de la Légion d'Honneur, médaille militaire, croix de guerre 1939-1945 avec palme et Etoile de Vermeil, médaille de la Résistance, médaille commémorative des services volontaires dans la France libre, médaille commémorative de la guerre 1939-1945, barrette Libération. Maire de La Bernerie-en- Retz[34].

### Héraldique
| Blason | Blasonnement : D'or à la croix de sable chargée en abîme d'une tour d'argent maçonnée aussi de sable, surchargée d'une moucheture d'hermine du même ; au chef d'azur chargé d'une chatte soutenue d'une divise ondée, le tout d'argent. Commentaires : La chatte est une petite embarcation de la baie de Bourgneuf ayant la particularité de pouvoir mettre son gouvernail à l'avant comme à l'arrière pour remonter la marée : la proue et la poupe sont identiques ( Attention : l'embarcation représentée ici est une simple nef et non une chatte). La partie inférieure évoque le blasonnement du pays de Retz : d'or à la croix de sable, rappelant l'appartenance de La Bernerie-en-Retz au pays de Retz. La moucheture d'hermine évoque le blasonnement d'hermine plain de la Bretagne, rappelant l'appartenance passée de la ville au duché de Bretagne. Blason conçu par Bernard Roy (délibération municipale du 21 avril 1929), enregistré le 17 mars 1971. |

La locomotive BB 67348[Quoi ?] aurait été baptisée avec ce blason le 10 août 1985.[réf. nécessaire]

### Devise
La devise de La Bernerie-en-Retz : Pictonum Virtus Britonum Fides,qui se traduirait par le courage du Poitevin et la loyauté du Breton.[réf. nécessaire]